# ジェニファー・トッド
ジェニファー・トッド（Jennifer Todd）は、アメリカ合衆国の映画プロデューサー。姉のスザンヌ・トッド（Suzanne Todd）と共に映画製作会社のチーム・トッド（Team Todd）を経営していることで知られる。

## フィルモグラフィ
- Dearフレンズ Now and Then (1995) - 製作総指揮
- オースティン・パワーズ Austin Powers: International Man of Mystery (1997) - 製作
- アイドル・ハンズ Idle Hands (1999) - 製作
- オースティン・パワーズ:デラックス Austin Powers: The Spy Who Shagged Me (1999) - 製作
- マネー・ゲーム Boiler Room (2000) - 製作
- ウーマン ラブ　ウーマン If These Walls Could Talk 2 (2000、テレビ映画) - 製作総指揮
- メメント Memento (2000) - 製作
- オースティン・パワーズ ゴールドメンバー Austin Powers in Goldmember (2002) - 製作
- 理想の恋人.com Must Love Dogs (2005) - 製作
- Prime (2005) - 製作
- キャプテン・ズーム Zoom (2006) - 製作
- アクロス・ザ・ユニバース Across the Universe (2007) - 製作
- The Accidental Husband (2008) - 製作
- 選ばれる女にナル3つの方法 The Romantics (2010) - 製作
- アリス・イン・ワンダーランド Alice in Wonderland (2010) - 製作
- 夜に生きる Live by Night (2016) - 製作
- ザ・ウェイバック The Way Back (2020) - 製作
- CITY ON A HILL/罪におぼれた街 City on a Hill (2019-) - 製作総指揮